# Milton Buki
Milton Buki, né 1er novembre 1909 à Drobin en Pologne et mort en 1988 à Jérusalem en Israël, était un déporté juif polonais, survivant du Sonderkommando du camp d'extermination d'Auschwitz-Birkenau et témoin lors du procès de Francfort. Il a été témoin de l'extermination massive des juifs d'Europe, dans les chambres à gaz et les crématoires du camp.

## Biographie
Milton Buki a été déporté avec toute sa famille du ghetto Mława/Voïvodie de Varsovie vers Auschwitz-Birkenau, le 6 décembre 1942. Il a reçu le numéro de prisonnier 80312, tatoué sur son bras.
Peu après leur arrivée à Auschwitz, 200 des hommes déportés dans le convoi ont été affectés au Sonderkommando de Birkenau. Leur tâche était alors l'évacuation des personnes gazées dans les Bunker I et II. Il s'agissait de deux fermes aménagées dans lesquelles des chambres à gaz avaient été installées. Le Sonderkommando devait alors brûler les cadavres dans des fosses, avant la mise en place des grands crématoires. Buki a été affecté à un groupe qui y transportait les corps, désigné par le terme "traîneur" ("Schlepper" en allemand).
À partir de l'été 1943, Buki travaille dans les Crématoires II et III de Birkenau. Il a participé à la planification du soulèvement du Sonderkommando qui a éclaté le 7 octobre 1944.
Lorsque le camp est évacué, devant l'avancée des troupes de l'URSS en janvier 1945, Buki participe à la marche de la mort vers Loslau, à 60 kilomètres à l'ouest d'Auschwitz. Il parvient à s'échapper lors du transport vers le camp de Mauthausen, près de Linz, aux environs de la ville de Přerov/Prerau (à l'est de Brno/Brünn) et a vécu caché jusqu'à la fin de la guerre en mai 1945.

## Après la guerre
Milton Buki a témoigné, le 14 janvier 1965, au 127e jour du procès d'Auschwitz à Francfort. Il était alors commerçant à Los Angeles.